# فرانچسکو پائولو فولچی
فرانچسکو پائولو فولچی (انگلیسی: Francesco Paolo Fulci; ۱۹ مارس ۱۹۳۱ – ۲۱ ژانویهٔ ۲۰۲۲) دیپلمات اهل ایتالیا بود.
وی همچنین برندهٔ جوایزی همچون برنامه فولبرایت شده‌است.